# Habropoda radoszkowskii
Habropoda radoszkowskii är en biart som först beskrevs av Dalla Torre 1896.  Habropoda radoszkowskii ingår i släktet Habropoda och familjen långtungebin. Inga underarter finns listade i Catalogue of Life.